# Biđ
Biđ är ett vattendrag i Kroatien. Det ligger i den östra delen av landet, 200 km öster om huvudstaden Zagreb.